# Ángel Romano
Alfredo Ángel Romano (Montevideo, 2 agosto 1893 – Montevideo, 22 agosto 1972) è stato un calciatore uruguaiano.

## Carriera
Soprannominato El loco (il matto), Romano crebbe calcisticamente nel Nacional, con cui esordì in prima squadra l'11 settembre 1910, realizzando tre goal nella gara di campionato contro il Central (battuto dal Nacional 4-1).
Dopo una parentesi al C.U.R.C.C. (antenato dell'attuale Peñarol), Romano passò per due anni al Boca Juniors, ove raggiunse il connazionale Carlos Scarone. Ambedue fecero ritorno in Uruguay al termine della stagione 1914, quando vestirono la casacca del Nacional. Del Decano, Romano sarebbe divenuto uno dei pilastri, contribuendo alla vittoria di ben 8 titoli nazionali.
Altrettanto importante il suo ruolo in Nazionale, con cui esordì nel 1911 in Copa Lipton contro l'Argentina. Con la Celeste vinse 6 volte il Campeonato Sudamericano (corrispondente all'attuale Coppa America), la medaglia d'oro alle Olimpiadi di Parigi nel 1924, 5 volte la Copa Lipton e 4 la Copa Newton. Questi successi in nazionale fanno di lui il calciatore con più allori internazionali conseguiti con la propria selezione (7 titoli ufficiali), al pari dei connazionali José Nasazzi e Héctor Scarone, che però sono riusciti ad alzare la Coppa Rimet.
Con la Celeste fu ben due volte capocannoniere del Campeonato Sudamericano: nell'edizione del 1917, da solo con 4 goal; e nel 1920, insieme al connazionale José Pérez con 3 goal. Nel torneo continentale realizzò in tutto 12 reti in 5 edizioni (delle 9 a cui prese parte).
Con 28 goal, Romano è tutt'oggi il quinto miglior realizzatore della storia della Nazionale uruguaiana: meglio di lui solo Luis Suárez, Edinson Cavani, Héctor Scarone e Diego Forlán.
Chiuse la carriera proprio nel 1930, l'anno in cui l'Uruguay vinse il primo mondiale di calcio.

## Palmarès

### Club
- Campionato uruguaiano: 9

CURCC: 1911
Nacional: 1915, 1916, 1917, 1919, 1920, 1922, 1923, 1924

### Nazionale
- Coppa America: 6  (record)

Argentina 1916, Uruguay 1917, Cile 1920, Uruguay 1923, Uruguay 1924, Cile 1926
- Oro olimpico: 1

Parigi 1924
- Copa Lipton: 5

1911, 1912, 1919, 1922, 1923
- Copa Newton: 4

1912, 1917, 1919, 1920

### Individuale
- Capocannoniere del Campeonato Sudamericano de Football: 2

1917 (3 gol, a pari merito con José Pérez), 1920 (3 gol)